# Zoológico de Londres
El Zoológico de Londres, llamado coloquialmente en inglés London Zoo (oficialmente London Zoological Gardens: «Jardines Zoológicos de Londres») es un parque zoológico inaugurado en la ciudad de Londres, Inglaterra, en 1828. Es uno de los parques zoológicos más antiguos del mundo, después del Zoológico de Schönbrunn (en Viena, fundado en 1752) y el Zoo del Jardín de las Plantas (en París, fundado en 1794).
El Zoo se encuentra en el extremo norte de Regent's Park y está administrado por la Sociedad Zoológica de Londres, establecida dos años antes en 1826.

## Arquitectura
El Zoológico de Londres alberga algunas obras de arquitectura bastante novedosas dentro del campo de la arquitectura para animales. Ejemplos de ello son el Northern Aviary (más conocido como el Snowdon Aviary) de Cedric Price, Frank Newby y Antony Armstrong-Jones, I conde de Snowdon (1961), y la piscina para pingüinos de Berthold Lubetkin  (1933-1934).

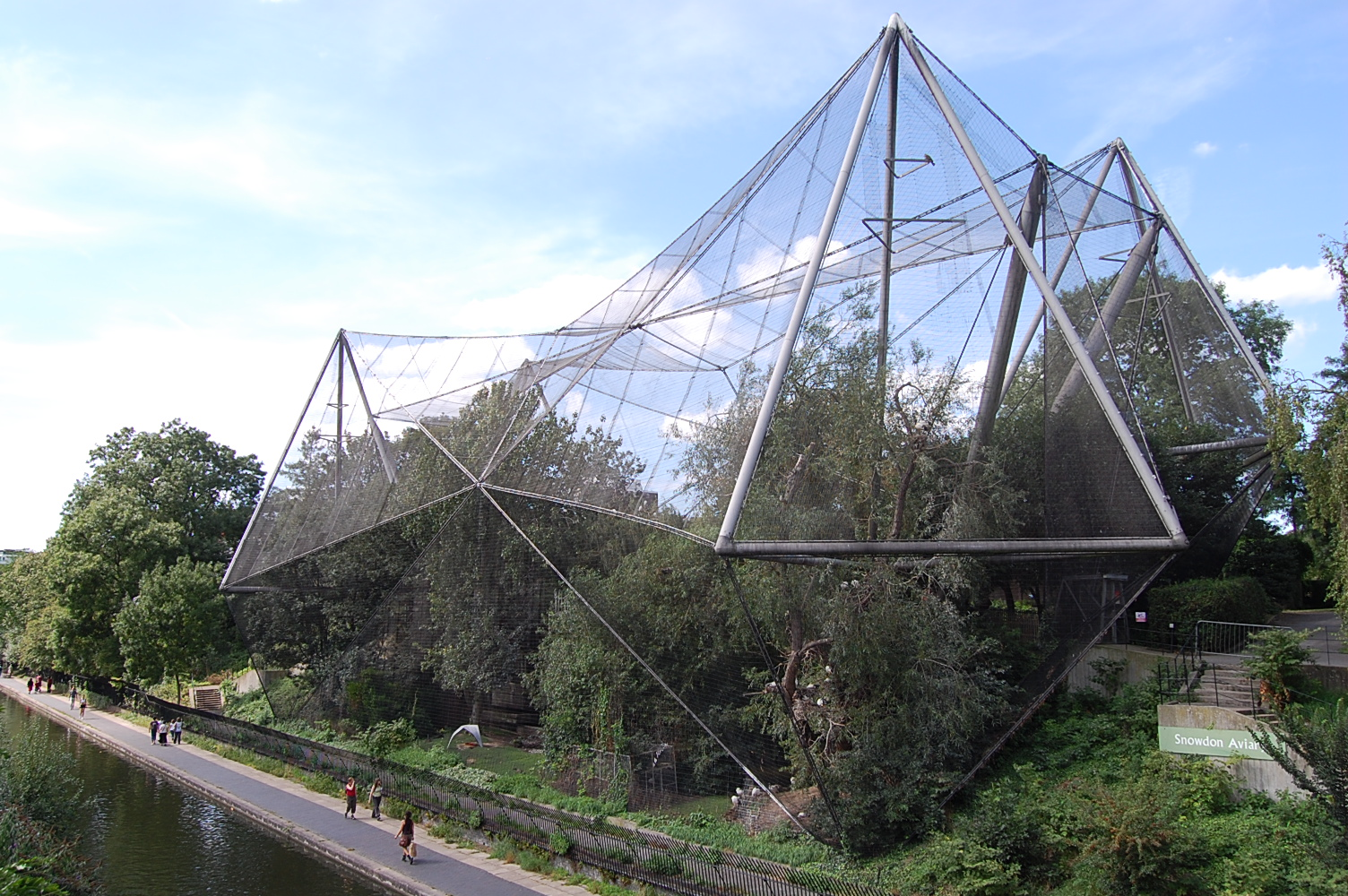
Snowdon Aviary, 1961.

## El Acuario
Existe un acuario en el zoológico desde 1853, siendo el primer acuario público del mundo. La palabra "acuario" (Aquarium) también se origina en el zoológico de Londres, antes el término usado para este tipo de espacios era "Aquatic Vivarium".  El acuario actual fue construido en 1921 al lado de las Terrazas Mappin, y fue inaugurado oficialmente por el Rey Jorge V y su esposa, la reina María, en abril de 1924.

## Curiosidades
- Este zoológico fue utilizado en la filmación de la película Harry Potter y la piedra filosofal para las escenas de Harry y los Dursley en su paseo familiar por el zoológico. En el lugar fue instalada una placa para conmemorar dicho suceso.
- El residente más famoso del zoológico fue el gato Arnie, que ayudaba a los trabajadores rescatando animales abandonados y atendiendo a los demás residentes del zoo. Tras más de 15 años ayudando al zoo, murió en invierno de 2012.